# Sulfoquinovosa
La sulfoquinovosa, también conocida como 6-sulfoquinovosa y 6-deoxi-6-sulfo-D-glucopiranosa es un tipo de monosacárido que se encuentra formando parte del sulfolípido sulfoquinovosil diacilglicerol (SQDG). La sulfoquinovosa es un derivado glucosado del ácido sulfónico. El grupo sulfónico se añade a la glucosa en una reacción biológica catalizada por la enzima UDP-sulfoquinovosa sintasa (SQD1).